# Le Verneil
Le Verneil település Franciaországban, Savoie megyében. Lakosainak száma 89 fő (2022. január 1.). Le Verneil Presle, Saint-Alban-d'Hurtières, La Table és Valgelon-La Rochette községekkel határos.

## Népesség
A település népességének változása:
| Lakosok száma | 88   | 96   | 101  | 102  | 104  | 105  | 100  | 94   | 89   |
|               | 2013 | 2015 | 2016 | 2017 | 2018 | 2019 | 2020 | 2021 | 2022 |